# 波普縣 (伊利諾伊州)
波普縣（英語：Pope County）是美國伊利諾伊州南部的一個縣，東、南隔俄亥俄河與肯塔基州相望。面積970平方公里。根據美國2000年人口普查，共有人口4,413人。縣治戈爾孔達（Golconda）。
成立於1816年1月10日，縣名紀念美國內戰軍官納瑟尼爾·波普（Nathaniel Pope）。